# Shohei-ryu
Shohei-ryu (昭平流, Shōhei-ryū) é uma escola de caratê de Oquinaua, que muitas vezes é tratada como se um estilo próprio fosse, entretanto esse não é o caso, pois se trata de uma linhagem descendente do estilo Uechi-ryu. Formalmente, seus membros ainda a consideram uechi-ryu.
O estilo Uechi-ryu, desde sua formação, seguia unificado e assim até a morte, em 1991, de Kanei Uechi, filho do fundador Kanbun Uechi. Após o nefasto evento, houve uma divisão entre os membros mais graduados do estilo, pelo que alguns diretores organizaram uma nova associação, chamando-a de Shohei-ryu, com o fito de modernizar a linhagem.

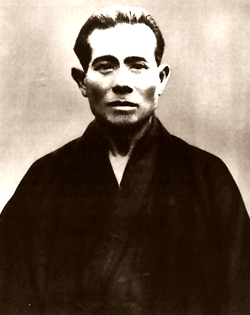
Sensei Kanbun Uechi